# Małszewko
Małszewko (niem. Malschöwen) – osada w Polsce położona w województwie warmińsko-mazurskim, w powiecie szczycieńskim, w gminie Dźwierzuty. Wieś położona nad Jeziorem Małeszeweckim. W latach 1975–1998 miejscowość administracyjnie należała do województwa olsztyńskiego.
Dawny dwór szlachecki, jeden z najstarszych majątków w tym rejonie, wymieniany w dokumentach już w średniowieczu. Z dawnego zespołu dworskiego zachował się park o charakterze krajobrazowym oraz zabudowania folwarczne wraz ze spichlerzem, wybudowanym na początku XX wieku. Budynek dawnego dworu został całkowicie przebudowany.
Na ścianie prezbiterium w kościele ewangelickim w Dźwierzutach znajduje się tablica pamiątkowa 
Juliusa von Queisa, właściciela dóbr w Małszewku, który zginął w Kamerunie.